# Tiro ai Giochi della VIII Olimpiade - Carabina piccola individuale
La competizione del carabina piccola individuale  di tiro a segno ai Giochi della VIII Olimpiade si tenne il 23 giugno 1924 allo Stade Olympique di Reims. 

## Risultati
| Pos.    | Atleta                   | Nazione        | Punti |
| ------- | ------------------------ | -------------- | ----- |
| Oro     | Pierre Coquelin de Lisle | Francia        | 398   |
| Argento | Marcus Dinwiddie         | Stati Uniti    | 396   |
| Bronzo  | Josias Hartmann          | Svizzera       | 394   |
| 4       | Erik Sætter-Lassen       | Danimarca      | 393   |
| 4       | Anders Peter Nielsen     | Danimarca      | 393   |
| 4       | Johannes Theslöf         | Finlandia      | 393   |
| 7       | Jakob Reich              | Svizzera       | 392   |
| 7       | Viktor Knutsson          | Svezia         | 392   |
| 9       | Paul Van Asbroeck        | Belgio         | 391   |
| 10      | Walter Stokes            | Stati Uniti    | 390   |
| 10      | Walter Lienhard          | Svizzera       | 390   |
| 12      | Juan Martino             | Argentina      | 389   |
| 12      | Abelardo Rico            | Argentina      | 389   |
| 12      | Arne Nielsen             | Danimarca      | 389   |
| 12      | John Boles               | Stati Uniti    | 389   |
| 12      | John Grier               | Stati Uniti    | 389   |
| 12      | Leon Lagerlöf            | Svezia         | 389   |
| 18      | Willy Røgeberg           | Norvegia       | 388   |
| 18      | Voitto Kolho             | Finlandia      | 388   |
| 20      | Émile Rumeau             | Francia        | 387   |
| 20      | Elemér Takács            | Ungheria       | 387   |
| 20      | Heikki Huttunen          | Finlandia      | 387   |
| 20      | António da Silva         | Portogallo     | 387   |
| 24      | Lars Jørgen Madsen       | Danimarca      | 386   |
| 24      | Mauritz Eriksson         | Svezia         | 386   |
| 26      | Arthur Balbaert          | Belgio         | 385   |
| 26      | Olaf Sletten             | Norvegia       | 385   |
| 26      | Jacob Onsrud             | Norvegia       | 385   |
| 26      | Olle Ericsson            | Svezia         | 385   |
| 30      | Conrad Adriaenssens      | Belgio         | 384   |
| 31      | Charles Delbarre         | Belgio         | 383   |
| 31      | Georges Bordier          | Francia        | 383   |
| 31      | Victor Bonafède          | Monaco         | 383   |
| 34      | Jorge del Mazo           | Argentina      | 382   |
| 34      | Antonio Daneri           | Argentina      | 382   |
| 36      | Herman Schultz           | Monaco         | 381   |
| 36      | Robert Jelen             | Cecoslovacchia | 381   |
| 38      | Antti Valkama            | Finlandia      | 380   |
| 38      | José Macedo              | Brasile        | 380   |
| 40      | Camillo Isnardi          | Italia         | 377   |
| 41      | Iōannīs Theofilakīs      | Grecia         | 376   |
| 41      | Carlo Ernesto Panza      | Italia         | 376   |
| 41      | Willy Schnyder           | Svizzera       | 376   |
| 41      | Josef Sucharda           | Cecoslovacchia | 376   |
| 45      | Roger Abel               | Monaco         | 375   |
| 45      | Olaf Johannessen         | Norvegia       | 375   |
| 47      | Rezső Velez              | Ungheria       | 372   |
| 47      | Antonín Byczanski        | Cecoslovacchia | 372   |
| 49      | David Lewis              | Gran Bretagna  | 371   |
| 49      | Francisco Mendonça       | Portogallo     | 371   |
| 51      | Riccardo Ticchi          | Italia         | 370   |
| 52      | William Artis            | Gran Bretagna  | 369   |
| 52      | Simion Vartolomeu        | Romania        | 369   |
| 52      | Emil Werner              | Cecoslovacchia | 369   |
| 55      | António Ferreira         | Portogallo     | 367   |
| 55      | Frederick Bracegirdle    | Gran Bretagna  | 367   |
| 57      | John Clift               | Gran Bretagna  | 365   |
| 58      | Georgios Moraitinis      | Grecia         | 364   |
| 59      | Joseph Chiaubaut         | Monaco         | 361   |
| 60      | Alexandros Theofilakīs   | Grecia         | 358   |
| 61      | Giuseppe Laveni          | Italia         | 357   |
| 61      | Francisco António Real   | Portogallo     | 355   |
| 63      | Vasile Ghitescu          | Romania        | 355   |
| 64      | Manuel Solis             | Messico        | 353   |
| 65      | Constantin Tenescu       | Romania        | 326   |
| 66      | Alexandru Vatamanu       | Romania        | 321   |